# Leptocentrus gnomon
Leptocentrus gnomon är en insektsart som beskrevs av Buckton 1903. Leptocentrus gnomon ingår i släktet Leptocentrus och familjen hornstritar. Inga underarter finns listade i Catalogue of Life.